# نادي فلازنيا إشقودرة
نادي فلازنيا إشقودرة (فلازنيا) هو نادي كرة قدم ألباني يقع مقره في إشقودرة. سبق لفلازنيا أن توج تسع مرات بدوري السوبر الألباني وست مرات بكأس ألبانيا. يلعب الفريق مباريات المنزلية على ملعب لورو بوريتشي الذي يتسع لجلوس 20,300 شخص. تم تأسيس النادي عام 1919 ويعد أقدم فريق لكرة القدم في ألبانيا.

## وصلات خارجية
- الموقع الرسمي
- الموقع الرسمي للجماهير